# ZFYVE28
ZFYVE28‏ (Zinc finger FYVE-type containing 28) هوَ بروتين يُشَفر بواسطة جين ZFYVE28 في الإنسان.